# University College Maastricht

University College Maastricht (abreviat UCM) este un colegiu internațional de arte liberale și științe în limba engleză. Colegiul se afla în mănăstirea Nieuwenhof (datând din secolul al XV-lea) din Maastricht, Olanda. Fondat în 2002, UCM este al doilea colegiu de acest gen în Țările de Jos. Colegiul face parte din Universitatea Maastricht (Olanda: Universiteit Maastricht) și oferă un program de onoare, cu un volum de muncă intens pentru studenți motivați. În anul 2012, UCM a fost clasat pe locul întai ca cel mai bun colegiu universitar din Țările de Jos de către Ghidul Universitatilor din Olanda (Keuzegids Onderwijs Hoger). 

## Istoric
Universitatea Maastricht, din care UCM face parte, a fost infiintata in 1976 și este una dintre universitatiile cele mai tinere din Țările de Jos. Are în prezent aproximativ 12.000 de studenți și peste 3.000 de angajati. UCM s-a deschis în septembrie 2002, înainte de a se muta intr-o nouă locație în 2006, și are în prezent peste 600 de studenți.

## Educație
UCM oferă o licență (Bachelor) in domeniul artelor liberale și științei, programul fiind predat complet  în limba engleză. Un colegiu de arte liberale este definit de Encyclopædia Britannica Concise ca "un colegiu sau un curriculum universitar cu scopul de a împărtăși cunoștințe generale și a dezvolta capacitățile intelectuale generale, spre deosebire de un curriculum profesional sau tehnic." Clasele sunt mici, punandu-se accentul pe un învățământ independent, structurat prin modelul de învățământ de grup "Problem Based Learning" (PBL). Cursurile programului de UCM sunt concentrate in trei domenii principale si anume: studii umaniste, științe exacte și științe sociale. Studenții trebuie să aleagă unul dintre acestea, o combinație intre două domenii este posibila, in plus fata de curriculum-ul de bază obligatoriu si un program de studiu ales individual de studenti, dintr-un domeniu diferit de domeniul pe care ei se concentreaza.

### Domeniile de concentrare
Domeniul umanist include disciplinele academice de arte și studii mass-media, studii culturale, studii europene, istorie, filozofie, literatură și știință și studii de tehnologie. Domeniul de științe exacte include biologie, chimie, informatică, matematică, fizică și dezvoltare durabilă. Domeniul de științe sociale include administrare de afaceri, economie, drept internațional, relații internaționale, științe politice, psihologie, sociologie și administrație publică.
Cursurile sunt structurate într-o grilă de nivel de la 1000 la 3000, care indică nivelul de complexitate și cunoștințele anterioare necesare pentru a le urma. În plus față de cursuri, studenții sunt obligați să aleagă cursuri de competențe, inclusiv, dar nu limitat la, argumentare, etnografie, limbi și metode de cercetare. În al treilea rând, studenților li se cere să aleagă un proiect pe semestru. Aceste proiecte pot sa fie inclusiv, dar nu limitat la, o dezbatere academică, a face parte de un Think Tank sau a scrie un jurnal academic in grup.

### Structura de curiculum

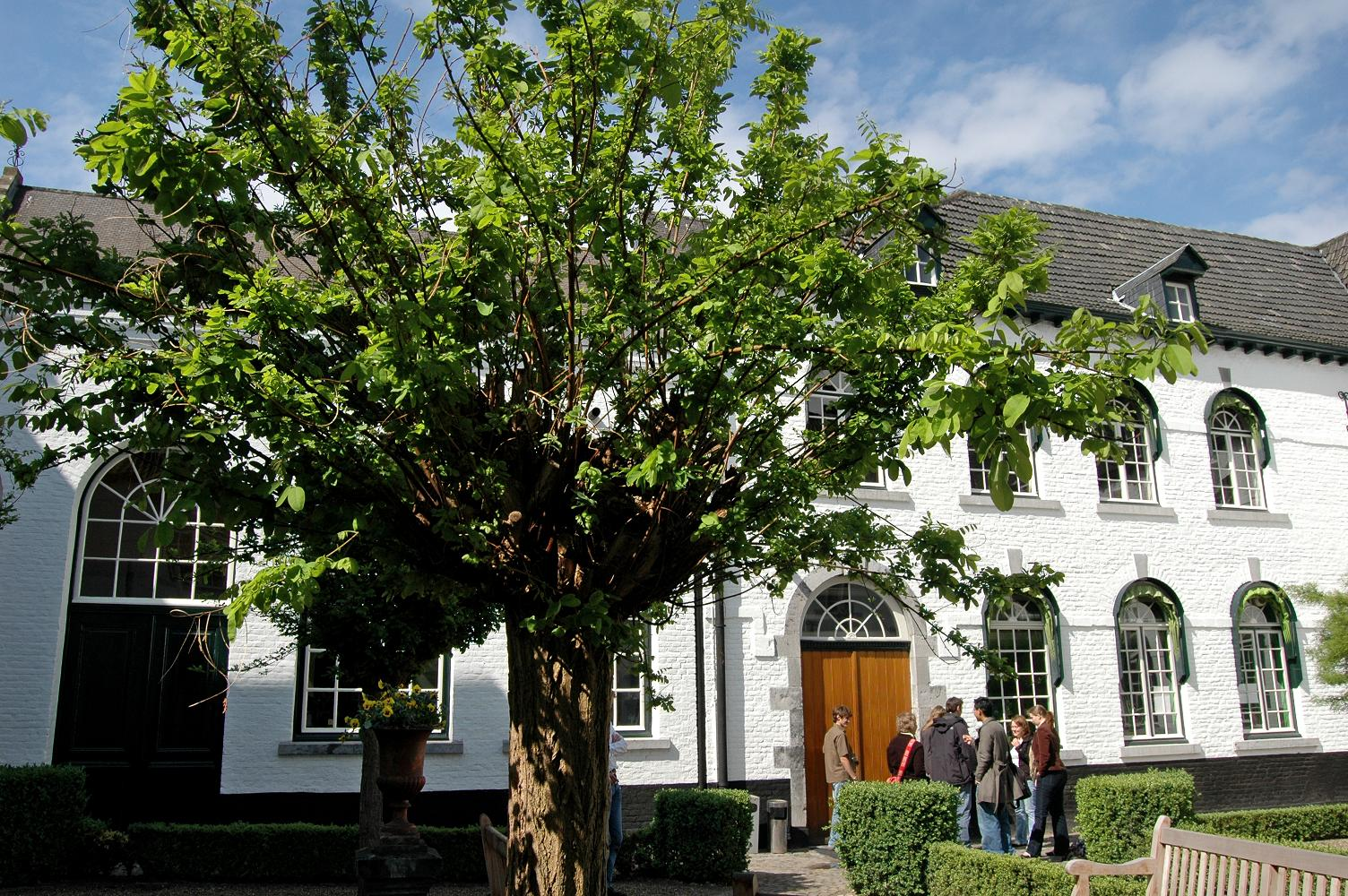
Curtea Colegiului Universitar Maastricht

Curriculum-ul individual al unui student  este format din cursuri de instruire menționate anterior, competențe și proiecte. UCM folosind ECTS (în limba română SECTS - Sistemul European de Credite Transferabile, sau, pe scurt, credite ), o diplomă la UCM va cuprinde în total 180 credite ECTS. Studenții se înscriu la un maxim de 30 ECTS pe semestru, sau 60 ECTS pentru un an complet. Se primesc 5 credite ECTS pentru cursuri și proiecte și 2.5 credite ECTS pentru training în competențe. Studentii creează propriul curriculum, cu ajutorul consilierilor academici, alegând cursuri din domeniul pe care ei se concentrează, în plus față de obligația de a completa un curriculum de bază, care consistă din patru cursuri, și o educație generală, consistând din două cursuri dintr-un alt domeniu decat cel pe care studentul l-a ales. Scopul acestui program este de a oferi studenților  posibilitatea de a-și dezvolta preferințele academice și talentele lor, precum și de a acumula experiența și aptitudinile necesare pregatirii pentru un program de masterat de buna calitate.

### Partenariate internaționale
De la crearea sa, Colegiul a stabilit o serie de parteneriate internaționale, care permit studenților să participe la programe de schimb (exchange), acumuland credite care contribuie la  diploma lor universitară  la UCM . Instituțiile care fac parte din sistemul de schimb includ, printre altele, Universidad de Sevilla, Singapore University Management, Universitatea din Hong Kong, Universitatea din Adelaide, Universitatea din California, Universitatea George Washington, Universitatea din Richmond, Universitatea Queens, Coreea Universitatea și Universitatea din Sydney.

## Locatia
După lucrări majore de renovare, UCM s-a mutat în fosta mănăstire Nieuwenhof în 2006. Situată în cartierul Jekerkwartier în centrul orașului Maastricht, în imediata apropiere a fortificaților, clădirea datează de la 1485. Dupa anul 2000 renovarea fostei manastiri a inclus crearea unei camere comune, facilități IT și o sală de lectură care dispune de literatura de specialitate pentru cursurile predate la facultate.
Locatia colegiului UCM se numeste Jekerkwartier si face parte din campusul Centrului universitar din Maastricht care include biblioteca din oraș, Scoala de Afaceri, Facultatea de Drept, și Graduate School of Governance.

## Admiterea și studenții
Noii studenți se pot înscrie la UCM de două ori in anul universitar, în septembrie și în februarie. Acestia sunt selectați pe baza unei scrisori de motivație și un interviu. Populația de studenți UCM cuprinde în jur de 40 de naționalități diferite, cu peste 50% provenind din afara Țărilor de Jos. Studenti de la UCM si-au continuat studiile la alte universități din Europa și Statele Unite ale Americii, inclusiv la: Universitatea Columbia, Colegiul Imperial Business School, Kings College din Londra, Universitatea Georgetown, University College din Londra, Universitatea Oxford, Universitatea din Cambridge, University College Dublin, Universitatea Paris-Sorbonne, Hertie School of Governance și London School of Economics.

## Activități extracurriculare
Universalis este o societate multiculturală și multidisciplinară a studentilor, direct afiliata la UCM. Este administrată de studenți de la UCM, pentru studenții de la UCM. Universalis contribuie atât la viața școlară ca și la viața socială de la UCM. Asociația este implicată în organizarea dezbaterilor, lecturilor de poezie, petrecerilor, colectării de fonduri de caritate, excursiilor si multor alte evenimente. 